# Katedra Metropolitalna w Meksyku
Katedra Metropolitalna w Meksyku (hiszp. Catedral Metropolitana de la Asunción de María lub Catedral Metropolitana de la Ciudad de México) jest największą i najstarszą  katedrą w Ameryce i siedzibą arcybiskupa archidiecezji meksykańskiej. Jest położona po północnej stronie placu Zócalo (oficjalnie: Plaza de la Constitución) w historycznym centrum Meksyku. Budowana w ciągu trzech stuleci katedra zawiera w swojej architekturze elementy renesansu, baroku i neoklasycyzmu.

## Historia
Podwaliny pod budowę katedry położył w 1524 Hernán Cortés, hiszpański zdobywca, który na jesieni 1519 dotarł do azteckiego Tenochtitlán i po powstaniu Azteków w 1521 zniszczył je, zakładając na jego zgliszczach nowe miasto – Meksyk. Do budowy kościoła wykorzystano kamień ze zburzonych indiańskich piramid-świątyń. Po 1532 budowę przerwano, ponieważ zdaniem króla Hiszpanii świątynia była za mała. W 1547 kościół zyskał status katedry. Prace budowlane wznowiono w 1563. Pod koniec XVII w. ukończono fasadę z bazaltu i piaskowca a pod koniec XVIII w kopułę i obie wieże (José Damián Ortiz de Castro). Prace zakończono w 1813 pod kierunkiem architekta Manuela Tolsá.

## Architektura
Katedra jest budowlą na planie krzyża łacińskiego, pięcionawową, długą na 100 m. Obie wieże mają po 61 m wysokości. Od strony placy Zócalo do jej wnętrza prowadzą trzy portale. Wewnątrz głównym elementem wyposażenia jest Ołtarz Królewski, Altar de los Reyes z 1737, dzieło Jeronimo de Balbasa.
Od strony wschodniej do katedry przylega kaplica Sagrario Metropolitano, mająca prawdopodobnie najlepiej wykonaną w stylu baroku hiszpańskiego fasadę w Ameryce Łacińskiej.
Katedra została zbudowana na grząskim gruncie, stąd ciągłym problemem jest jej osiadanie. Dotyczy to zwłaszcza obu wież, które ważą 127 tysięcy ton. W 2000 dzięki staraniom władz miasta Meksyk katedra została wpisana na listę 100 najbardziej zagrożonych budowli świata.